# Royal Mint

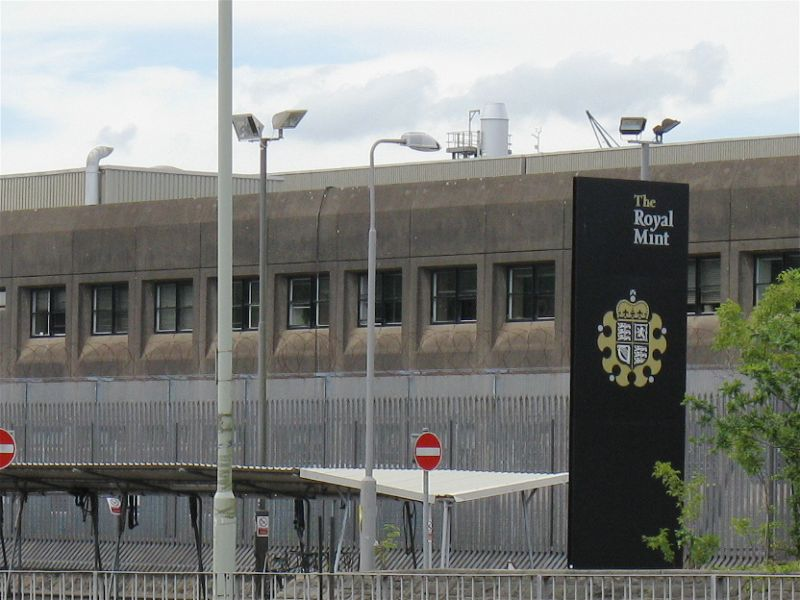
Gebouw van de Royal Mint in Llantrisant

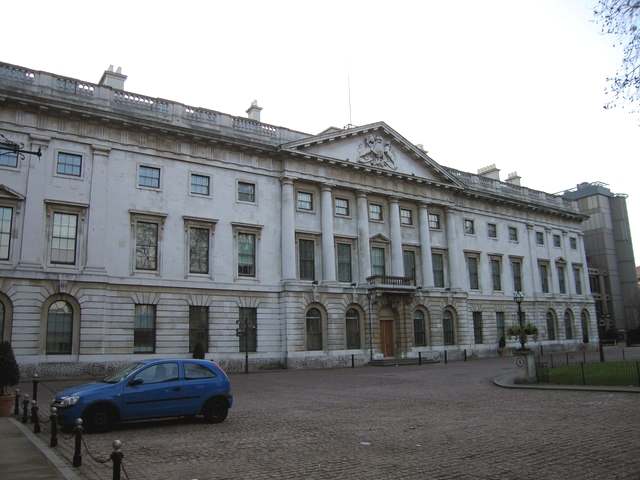
Voormalig gebouw van de Royal Mint in Londen

De Royal Mint is een Brits munthuis dat het exclusieve muntrecht heeft voor de Britse staat. De Royal Mint is eigendom van HM Treasury en werd in 886 opgericht. Naast de productie van munten van het Britse pond verkopen ze ook herdenkingsmunten en munten van edelmetaal.
Na eeuwen in Londen gevestigd te zijn is de Royal Mint sinds 1966 gevestigd in het dorp Llantrisant in Wales. Dit voor een hogere werkgelegenheid in dit gebied, waar veel werkloosheid was nadat de mijnen sloten. 
In 2016 opende de Royal Mint zijn deuren voor bezoekers.